# Heracleum orphanidis
Heracleum orphanidis är en flockblommig växtart som beskrevs av Pierre Edmond Boissier. Heracleum orphanidis ingår i släktet lokor, och familjen flockblommiga växter. Inga underarter finns listade i Catalogue of Life.